# Johann von Reutern
Johann von Reutern (* 1666 in Koyenholm bei Riga; † 19. Dezember 1714) war Ratsherr in Riga.

## Herkunft und Familie
Er entstammte einer Kaufmanns- und Ratsherrenfamilie aus der Hansestadt Lübeck. Sein Vater Johann Reuter ist noch in Lübeck geboren, ließ sich als junger Mann in Riga nieder und wurde am 21. Juni 1691 wurde als von Reutern in der den schwedischen Adelstand gehoben, bekleidete ebd. zuletzt das Amt des Oberwettherrn. Seine Mutter war Elisabeth von Freden.
Johann von Reutern war mit Katharina Barbara Metsue von Dannenstern († 1719) vermählt. Seine Nachfahren immatrikulierten sich 1742 bei der Livländischen Ritterschaft und 1746 bei der Estländischen Ritterschaft.

## Leben

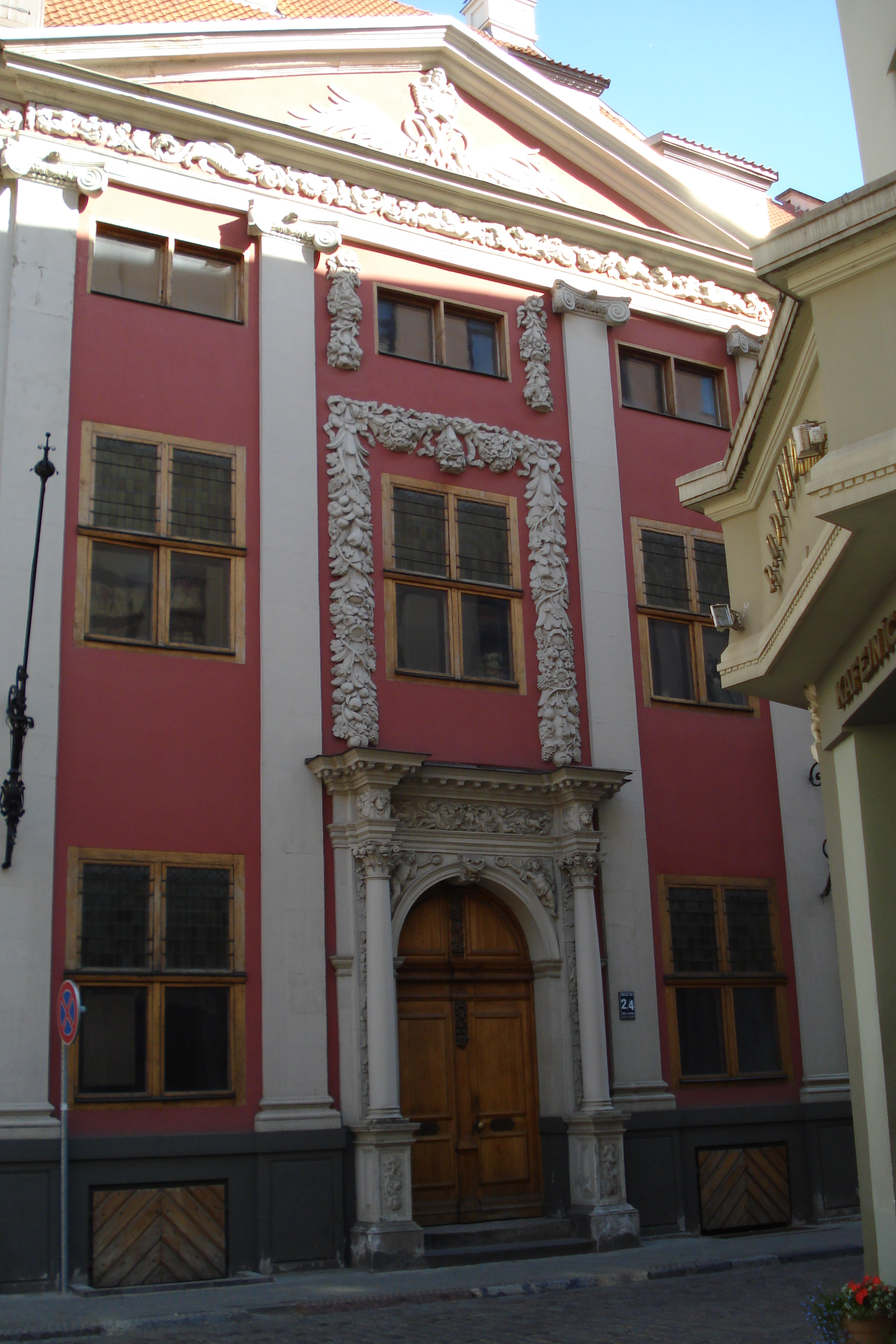
Reuternhaus (lettisch: Reiterna Nams) in Riga

Reutern war Kaufmann der zweiten Generation in Riga und besaß das heute nach der Familie benannte von Reuternsche Haus in der Marstallstraße 2 in Riga (lettisch: Mārstaļu iela). 1703 war er Altermann der Großen Gilde in Riga und 1709 Ratsherr ebenda Nach der Belagerung von Riga führte er zusammen mit dem rigischen Bürgermeister Hermann Witte von Nordeck (* 1652; † 1710) Kapitulationsverhandlungen im russischen Lager für die Stadt. Weiterhin war er mit den Ämtern des rigischen Oberbau- u. Stallherrn betraut, war Landvogt ebd. sowie Inspektor der rigischen Patrimonialgüter. Der spätere Lübecker Kaufmann und Ratsherr Adde Severin (*  1668; † 1731) ist bei Reutern in Riga Lehrling gewesen.
Aus väterlichem Erbe war Reutern auch Herr auf Koyenholm, Libitzuholm und Parzenholm, sämtlich rigische Stadtgüter.